# 배선도

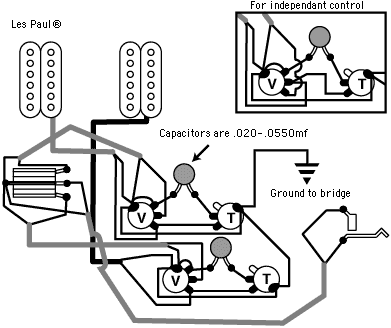

배선도(wiring diagram)는 전기회로의 단순화된 전통적 그림 표현이다. 회로의 부품들을 단순한 모양으로 표시하며 장치 간 전기 및 신호 연결을 나타낸다.
배선도는 보통 장치의 상대적 위치와 배치, 장치의 단말에 관한 정보를 제공함으로써 장치의 제조나 서비스를 돕는다. 이는 부품의 상호 연결의 배치가 완성된 기기의 물리적 위치와 보통은 일치하지 않는 구조도와는 구별된다.
배선도는 문제 해결을 위해, 그리고 연결이 잘 되었는지, 모든 것이 존재하는지를 확인하기 위해 종종 사용된다.

## 같이 보기
- 회로도
- 배치 및 배선

## 참고 문헌
- Electrical diagnosis part 2 using the wiring diagrams (volume 71 S6-L2), The Ford Marketing Corporation, 1970
- Erickson, Larry (2000). 《Ortho’s All About Wiring Basics》. Meredith Books. ISBN 0-89721-440-4.
- Richter, Herbert P. (1984). 《Practical Electrical Wiring, 13th Edition》. McGraw Hill, Inc. ISBN 0-07-052390-8.
- Staub, Catherine M. (2000). 《Wiring 1-2-3》. Homer TLC, Inc. ISBN 0-696-21184-X.